# Caroline Walter
Caroline Walter ist eine deutsche Journalistin. Von 1999 bis 2019 war sie feste Autorin beim ARD-Fernsehmagazin Kontraste. Im September 2019 wechselte sie als Redakteurin zum ARD-Magazin Panorama. Seit 2023 ist sie als Autorin wieder in Berlin tätig.

## Leben und Wirken
Caroline Walter, in Bayern geboren, studierte an der Freien Universität Berlin Publizistik, Germanistik und Politologie und schloss ihr Studium im Jahre 1995 als Magistra Artium (M.A.) ab. Seit 1996 ist sie als Fernsehjournalistin tätig, u. a. für das Kulturmagazin Aspekte (ZDF). Seit 1999 arbeitete sie für das ARD-Politikmagazin Kontraste beim Rundfunk Berlin-Brandenburg. Im September 2019 wechselte sie als Redakteurin zum ARD-Magazin PANORAMA. Seit 2023 ist sie als Autorin wieder in Berlin tätig. Ihre Schwerpunkte sind investigative Berichte aus den Bereichen Gesundheit, Rechtsextremismus und Asylpolitik.
2010 recherchierte sie im Bereich der Pharmaindustrie und veröffentlichte ihre Ergebnisse im Buch Patient im Visier. 2012 machte sie einen Selbstversuch in einer Asylunterkunft und lebte unter denselben Bedingungen wie die Flüchtlinge. Seither befasst sie sich kontinuierlich mit Flüchtlingspolitik. Sie forderte in der Sendung Menschen bei Maischberger schon 2013, dass man sich ernsthaft mit „Fremdenangst“ auseinandersetzen müsse. 2017 war sie Jurymitglied beim Deutschen Menschenrechts-Filmpreis. Im Juli 2018 deckte sie den Skandal um den Schmuggel von Medikamenten von Griechenland nach Deutschland und den Handel mit diesen Medikamenten durch die brandenburgische Firma Lunapharm auf. Die Berichterstattung führte im August 2018 unter anderem zum Rücktritt der brandenburgischen Ministerin für Arbeit, Soziales, Gesundheit, Frauen und Familie, Diana Golze.
Im Juli 2019 führte ihr Bericht in Kontraste  über Äußerungen von Pegida-Anhängern in Dresden zum Mordfall Walter Lübcke für Aufsehen und zahlreichen Reaktionen von Politikern sowie staatsanwaltschaftlichen Ermittlungen.
In einer investigativen Recherche deckte sie 2021 das Geschäft mit Briefkastenfirmen in innerdeutschen Steueroasen auf.
Tierversuche verstehen, eine Initiative der deutschen Wissenschaft, koordiniert von der Allianz der Wissenschaftsorganisationen in Deutschland hat ihre Dokumentation Tierversuche an Hunden – Leiden im Labor (2023) einem Faktencheck unterzogen. Tierversuche verstehen attestiert der Dokumentation dabei eine „voreingenommene Darstellung mit einer Vielzahl von falschen Behauptungen und Unterstellungen“ und journalistische Mängel durch das Herausschneiden wissenschaftlicher Beiträge zur Notwendigkeit von Tierversuchen.

## Auszeichnungen
- 2004: Europäischer CIVIS Fernsehpreis für den Film für NPD auf dem Vormarsch
- 2007: Prix-Europa-Auszeichnung: 2. Platz für Gefährliches Recycling von Einmalinstrumenten – ein verschwiegenes Risiko für Patienten
- 2008: Europäischer CIVIS Fernsehpreis: Lobende Erwähnung für die nachhaltige Berichterstattung über Rechtsextremismus
- 2013: „AMIKO rbb-Medienpreis für Vielfalt“ sowie Nominierung Europäischer CIVIS Fernsehpreis für Vier Wochen Asyl – ein Selbstversuch mit Rückkehrrecht (Dokumentation)
- 2014: Deutscher Menschenrechts-Filmpreis für Yussuf – Die Geschichte einer Flucht
- 2014: Nominierung Berliner Journalistenpreis Langer Atem für die Berichterstattung über Flüchtlingspolitik mit einem Selbstversuch
- 2016: Nominierung Europäischer CIVIS Fernsehpreis/Magazin für Chaos am Berliner Flüchtlingsamt
- 2017: Nominierung Berliner Journalistenpreis Langer Atem für die Berichterstattung über Rechtsextremismus in der Bundeswehr[11]
- 2017: Marler Medienpreis Menschenrechte, Kategorie Magazin/Ausland, für Europäische Union versagt tausenden Flüchtlingen die versprochene Hilfe
- 2018: Nominierung Juliane-Bartel-Preis für Wie sich eine Rettungssanitäterin mit Kopftuch durchsetzt[12]
- 2018: Nominierung Berliner Journalistenpreis Langer Atem für Ätzende Alternativmedizin: Das Geschäft mit dem „Wundermittel“ MMS[13]
- 2023: Nominierung Deutscher Journalistenpreis für Der Milliardär, der Minister – und die Millionen (Süddeutsche Zeitung)[14]
- 2023: Nominierung Medienpreis Wirtschaft NRW für Artikel Das Versteckspiel der Superreichen (Süddeutsche Zeitung)[15]

## Filmografie (Auswahl)
- 2002: ARD-Exclusiv: Wenn das Sozialamt zweimal klingelt
- 2004: NPD auf dem Vormarsch (Kontraste-Beitrag)
- 2004: Falsche Vorbilder – Bundeswehr ehrt Nazi-Held Werner Mölders (Kontraste-Beitrag)
- 2006: Keiner will darüber reden – Rechtsextremismus in Sachsen-Anhalt (Kontraste-Beitrag)
- 2005: Falsche Versprechen – die tödliche Gefahr der Germanischen Neuen Medizin (Kontraste-Beitrag)
- 2007: Mügeln – eine Stadt wäscht sich rein (Kontraste-Beitrag)
- 2008: Den Patienten im Visier – die Tricks der Pharmaindustrie (Kontraste-Beitrag)
- 2010: Bundeswehr im Kriegseinsatz – Soldaten beklagen Ausbildungsmängel (Kontraste-Beitrag)
- 2011: Sieg Heil in der Provinz – eine Politik des Wegschauens (Kontraste-Beitrag)
- 2011: Rechtsextremismus: Ermittlungspanne bei Sachsens Verfassungsschutz (Kontraste-Beitrag)
- 2012: Unselige Traditionspflege bei der Bundeswehr (Kontraste-Beitrag)
- 2012: ARD-Exclusiv: „Vier Wochen Asyl – ein Selbstversuch mit Rückkehrrecht“
- 2013: „Yussuf – Die Geschichte einer Flucht“ (Kontraste-Beitrag)
- 2013: ARD-Exclusiv: Ich sag jetzt nichts mehr! – Der ganz normale Wahnsinn am Amtsgericht
- 2013: Afghanistan-Einsatz: Wie Bundeswehr und Politik die Einsatzbereitschaft der afghanischen Armee schönfärben (Kontraste-Beitrag)
- 2014: Abschiebung nach Afghanistan trotz Sicherheitsbedenken (Kontraste-Beitrag)
- 2014: MMS – Ätzende Alternativmedizin  (Kontraste-Beitrag)
- 2015: Alltagsrassismus in Sachsen (Kontraste-Beitrag)
- 2015: Mit dem Besenstiel ins Manöver – die schnelle NATO-Eingreiftruppe nicht einsatzbereit (Kontraste-Beitrag)
- 2015: Die vermeintliche G36 Affäre (Kontraste-Beitrag)
- 2016: Wie gefährlich sind die Reichsbürger? (Kontraste-Beitrag)
- 2017: Rechtsextreme und Wehrmachtstraditionen bei der Bundeswehr (Kontraste-Beitrag)
- 2018: Gefährliche Quacksalber – Wie der Staat beim Patientenschutz versagt (Kontraste-Beitrag)
- 2019: Behörde fordert – Heilpraktiker abschaffen (Panorama-Beitrag)
- 2020: Bundeswehr – Rechtsextreme bleiben, Informant muss gehen (Panorama-Beitrag)
- 2021: Steueroasen in Deutschland – Scheinbüros fürs Finanzamt (Panorama-Beitrag)
- 2022: Steueroasen – Wie Superreiche bei der Gewerbesteuer tricksen (Plusminus/NDR und SZ)
- 2022: Übertherapie – Geld verdienen mit unheilbar Kranken (Panorama-Beitrag)
- 2023: Tierversuche an Hunden – Leiden im Labor (Doku 45min/NDR)

## Schriften
- Patient im Visier. Die neue Strategie der Pharmakonzerne. Hoffmann und Campe 2010, ISBN 978-3-455-50151-3.
- Extreme Sicherheit: Rechtsradikale in Polizei, Verfassungsschutz, Bundeswehr und Justiz. Hrsg. Matthias Meisner/Heike Kleffner. Herder Verlag 2019.
- Kapitel: Querdenker in Uniform in: Staatsgewalt, Hrsg. Matthias Meisner/Heike Kleffner. Herder Verlag 2023.